# Alfred Pichler
Alfred Pichler (* 18. Dezember 1913 in Oštrelj bei Bosanski Petrovac, Österreich-Ungarn, heute Bosnien und Herzegowina; † 17. Mai 1992 in Banja Luka, Bosnien und Herzegowina) war ein römisch-katholischer Geistlicher und Bischof von Banja Luka.

## Leben
Alfred Pichler wurde in der Ortschaft Oštrelj im damaligen Österreich-Ungarn, heute zum Kanton Una-Sana gehörend, geboren. Am 13. März 1937 empfing er die Priesterweihe.
Am 22. Juli 1959 ernannte ihn Papst Johannes XXIII. zum Bischof von Banjaluka. Die Bischofsweihe spendete ihm der Koadjutorbischof von Zagreb, Franjo Šeper, am 18. Oktober 1959. Mitkonsekratoren waren der Bischof von Skopje, Smiljan Franjo Čekada, und der Apostolische Administrator von Jugoslawien, Matija Zvekanović.
Pichler nahm an allen vier Sitzungsperioden des Zweiten Vatikanischen Konzils als Konzilsvater teil.
Am 15. Mai 1989 nahm Papst Johannes Paul II. seinen altersbedingten Rücktritt an.